# لقمه‌ماهی اقیانوس آرام
لقمه‌ماهی اقیانوس آرام (نام علمی: Himantura pacifica) نام یک گونه از سرده لقمه‌ماهی‌های شلاقی است.